# Andreas Schweimb
Andreas Schweimb (* 1654 in Dedeleben bei Halberstadt; getauft am 22. November 1654; † 31. Januar 1701; begraben am 13. Februar 1701 in Einbeck) war ein Orgelbaumeister der Barockzeit. Er wirkte im letzten Viertel des 17. Jahrhunderts in Einbeck. Orgeln aus seiner Werkstatt finden sich vor allem im niedersächsischen Raum.
Der Hildesheimer Bischof Jobst Edmund von Brabeck beauftragte Schweimb mit dem Bau der Orgeln in den nach 1643 (Restitution des Großen Stifts Hildesheim) rekatholisierten Feldklöstern Heiningen, Wöltingerode, Lamspringe, Ringelheim und Riechenberg, außerdem mit dem Bau von zwei Orgeln in seinen westfälischen Besitzungen Letmathe und Hemer.
„Andreas Schweimb spielte zusammen mit seinem Nachfolger Johann Jacob John eine zentrale Rolle in der Orgelentwicklung im Raum beiderseits der Oberweser um 1700. Er war der einzige im Gebiet des heutigen Niedersachsen tätige Orgelbauer dieser Zeit, der Arp Schnitger in der Größe der Projekte, der Eigenständigkeit der Konzepte sowie in der Qualität der handwerklichen Ausführung und der Intonation ebenbürtig war.“
„Die auffälligsten Unterschiede in der Bauweise Schweimbs gegenüber der Arp Schnitgers und der anderen norddeutschen Orgelbauer sind bei ersterem in der ausschließlichen Verwendung der verbesserten Springlade, der Erweiterung des Pedalumfangs bis zum eingestrichenen e und dem Verzicht auf das Rückpositiv zu sehen. Der Klavierumfang reichte bei Schweimb von C, D, Dis bis e΄΄΄, 51 Tasten umfassend.“
Von Arp Schnitger, der bei mehreren Orgelprojekten Schweimbs Mitbewerber war, ist nach dessen Tod die Äußerung überliefert, er, Schnitger, „hätte nicht vermeinet, daß ein solcher Künstler in der Welt wäre; es wäre schade, daß er verfaulen müßte“.

## Werk
Von Schweimbs Orgeln sind nur die in Lamspringe und Ringelheim in wesentlichen Teilen erhalten. Insgesamt sind Schweimb-Orgeln für folgende Kirchen belegt oder mit großer Wahrscheinlichkeit zugeschrieben:
| Jahr      | Ort                   | Kirche                    | Bild | Manuale | Register | Bemerkungen |
| --------- | --------------------- | ------------------------- | ---- | ------- | -------- | --- |
| 1687      | Greene (Kreiensen)    | St. Martini               |      | I       | etwa 10  | Prospekt erhalten. Mehrfach erweitert und umgebaut: Pedal von Johann Christoph Hüsemann (1753), Rückpositiv von A. G. Friesenberg (1774–1775), Umbau zu II/P 21 durch Gebr. Euler (1864), Gebr. Dutkowski (1932) |
| 1688      | Kirchberg (Seesen)    | Ev. Kirche                |      | I       | 8        | ersetzt durch ein neues Instrument 1885 und 1970 |
| um 1690   | Brevörde              | St. Urban                 |      | I       | 9        | Ursprüngliche Standort evtl. Marienkirche in Höxter |
| 1691      | Halle (Weserbergland) | St. Petri                 |      | I       | 9        | Wurde 1881 von H. Faber durch ein Instrument mit II/P 17 ersetzt, das heute noch fast unverändert erhalten ist. |
| 1692      | Langenholzen          | St. Maria Magdalena       |      |         |          | Älterer Prospekt ist erhalten, Werk um 1865 von P. Furtwängler, Elze, erneuert |
| 1693      | Lamspringe            | St. Hadrian und Dionysius |      | II/P    | 40       | 1876 führte die Firma Philipp Furtwängler & Söhne einen Neubau aus, bei dem 24 Stimmen übernommen wurden. |
| um 1695   | Salzgitter-Ringelheim | St. Abdon und Sennen      |      | I/P     | 19       | Rückpositiv später, evtl. von J.J. John, Pedaltürme um 1796; Restaurierung 1975 durch Gebr. Hillebrand |
| 1696      | Goslar                | Kloster Wöltingerode      |      | I       | 14       | 1809 nach Magdeburg verkauft, 1945 vernichtet. |
| 1697      | Langelsheim           | St. Andreas               |      | I       | 8        | 1761 ersetzt durch einen Neubau von Johann Christoph Hüsemann |
| 1698      | Heiningen             | St. Peter und Paul        |      | II/P    | etwa 30  | Umbau durch H. Vieth um 1868; 1989 Restaurierung durch M. Haspelmath |
| 1697/1698 | Letmathe              | St. Kilian (Vorgängerbau) |      |         | 30       | 1914 beim Abbruch der Vorgängerkirche blieben weder das Pfeifenwerk noch das Barockprospekt erhalten. Lediglich sieben Pfeifenreihen wurden noch bis 1938 in einer kleinen Orgel in St. Kilian genutzt. |
| um 1701   | Stadtoldendorf        | Dionyskirche              |      | I/P     | 9        | 1803 ersetzt durch einen Neubau von S. Heeren |
| 1701      | Eschershausen         | St. Martin                |      | I       | 9        | Beim Einsturz des Kirchturms 1737 stark beschädigt, später vernichtet. |
| um 1700   | Goslar                | Kloster Riechenberg       |      | II/P    | 34       | nach Schweimbs Tod zunächst weitergebaut von seinem Schüler und Mitarbeiter Johann Jakob John; fertiggestellt von M. Naumann |
| 1702      | Hemer                 | St. Peter und Paul        |      | I/P     | 22       | Erbaut mit 22 Registern auf einem Manual (CDDis-e³) und Pedal (CDDis-e¹). Nach dem plötzlichen Tod Schweimbs übernahm sein Meistergeselle Johann Jacob John die Orgelbauwerkstatt, der vermutlich mit seinen Gesellen Andreas und Bernhard Reinecke die Orgel fertigstellte. 1850 erfolgte ein Umbau durch den Orgelbauer Wilhelm Kramer aus Dülmen. Unter anderem wurde von Kramer das Pfeifenwerk auf zwei Manuale aufgeteilt. Bis in das Jahr 1983 folgten verschiedene Reparaturarbeiten und Restaurierungen. |